# Paramonacanthus sulcatus
Paramonacanthus sulcatus es una especie de peces de la familia Monacanthidae en el orden de los Tetraodontiformes.

## Morfología
- Los machos pueden llegar alcanzar los 20 cm de longitud total.
- Número de  vértebras: 19.[1][2]

## Hábitat
Es un pez de mar y, de clima templado y bentopelágico que vive hasta los 15 m de profundidad.

## Distribución geográfica
Se encuentra en el Mar de la China Meridional y el Mar de Java.

## Observaciones
Es inofensivo para los humanos.